# Indre (Loara Atlantycka)
Indre – miejscowość i gmina we Francji, w regionie Kraj Loary, w departamencie Loara Atlantycka.
Według danych na rok 2010 gminę zamieszkiwało 4006 osób, a gęstość zaludnienia wynosiła 848 osób/km².